# Fenamistrobin
Fenamistrobin ist eine chemische Verbindung aus der Gruppe der Strobilurine, die am Shenyang Research Institute of Chemical Industry (SYRICI) entwickelt wurde.
Fenamistrobin wird zusammen mit Metiram als breit wirksames Fungizid z. B. gegen Anthraknose, Falschen und Echten Mehltau auf Obst und Gemüse eingesetzt.

## Zulassung
Fenamistrobin ist in der Europäischen Union und in der Schweiz nicht als Pflanzenschutzwirkstoff zugelassen.